# Филатов, Анатолий Ефимович
Анато́лий Ефи́мович Фила́тов (7 декабря 1941 года, город Владивосток, Приморский край — 28 ноября 2008 года, Владивосток, Приморский край) — дальневосточный поэт и журналист, прозаик, кинооператор, член Союза писателей России, член Международного союза славянских журналистов. Автор трех поэтических сборников, документальной книги «Время и судьбы», книги для детей «Сказки в связке», приключенческой повести «Степкин остров сокровищ». Учредитель, издатель и главный редактор полноцветного литературно-художественного журнала для детей, подростков и юношества «Алые паруса Приморья».

## Биография

### Ранние годы (1941–1961)
Филатов Анатолий Ефимович родился в городе Владивостоке 7 декабря 1941 года. Рабатать начал в 14 лет: мастерил ящики под кирпич на берегу бухты Золотой Рог. В 16 лет стал работать на Дальзаводе судосборщиком, продолжая учиться в вечерней школе. В 1961 году был призван в армию, начинал службу в танковых войсках, закончил в рабочей роте. Ещё в школе писал стихи. До армии занимался в литературном объединении, которое вёл писатель Василий Трофимович Кучерявенко . Первые публикации Филатова были в газетах «Тихоокеанский моряк», «Тихоокеанский комсомолец», «Красное знамя», его стихи передавались по приморскому радио, с ними он выступал по телевидению.

### Начало творчества (1961–1979)
В армии Анатолий Филатов оканчивает десятилетку, сотрудничает с газетами «Суворовский натиск», «Ленинский путь» города Белогорска Амурской области недалеко от которого он служил, его зарисовки об армейской жизни звучат по Амурскому радио. В 1964 году выходит коллективный сборник военных авторов «Поют сердца солдатские». В нём помещена подборка стихов А. Филатова «Земля в цвету» и рассказ «Прыжки в сенокос». За него автор получил вторую премию в литературном конкурсе военных Дальневосточных авторов. С 1965 по 1966 год он работает котельщиком-корпусником на заводе Дальневосточного пароходства и в том же 1966 году переезжает на жительство в город Белогорск, где ему предложили место литературного сотрудника в газете «Ленинский путь». В редакции газеты он возглавляет отдел писем, затем отдел сельского хозяйства. К тому времени он был женат, имел дочь. Помимо очерков, зарисовок, статей на сельскохозяйственные темы Филатов опубликовал за три года работы в газете «Ленинский путь» около десяти рассказов. В это же время он самостоятельно изучает фото – кинодело и в 1969 году становится собственным кинокорреспондентом по трём районам области Благовещенской студии Амурского телевидения. Его кинорепортажи идут с полей и ферм области, с огромной строительной площадки Зейской ГЭС с ещё труднопроходимых просек Байкало-Амурской магистрали. В 1969 году он поступает на заочное отделение филологического факультета Благовещенского педагогического института имени Калинина, но по ряду обстоятельств оканчивает только четыре курса. В это же время он возглавляет Белогорскую любительскую киностудию, которая вскоре получает звание народной. За неполные десять лет работы собственным корреспондентом и руководителем народной киностудии Анатолий Филатов снимает около двадцати документальных лент. Два фильма посвящены амурчанам, погибшим на острове Даманский. Некоторые другие работы, такие как, например, «Водил поезда машинист», «Учительница добрая моя», «Повесть о сыне солдата» демонстрируются не только по Амурскому телевидению, но и были показаны на ВДНХ СССР.

### Возвращение во Владивосток (1979–1980)

Филатов А.Е. 1986

В декабре 1979 года Анатолий Ефимович возвращается во Владивосток, где первые пять лет работает кинооператором студии «Дальтелефильм», затем около трёх лет старшим инженером бюро научно-технической информации Крайагропрома. На творческом счету Анатолия Ефимовича сотни сюжетов для информационных программ Приморского телевидения.
В 1982 году кинорежиссер Олег Канищев приглашает Филатова на съемки научно-популярного фильма о жизни морских котиков на острове Тюлений, что в Охотском море в двухстах милях от восточного побережья Сахалина. Отбор кандидатов в съемочную группу велся по основным принципам режиссера: творческая состоятельность, дисциплина и жизненный опыт. В тяжелых бытовых условиях экспедиции основной оператор фильма не выдержал предъявленных требований и в начале съемок покинул остров. Ассистент оператора Анатолий Филатов самостоятельно снял значительную часть кадров, сложнейших по своему исполнению. Кинолента «Остров в Океане» была отмечена Призом  Латвийского пароходства и Дипломом жюри на ХI Международном фестивале «Человек и море», проходившем в ноябре 1982 года в Юрмале. Эта поездка на экзотический кусочек скалистой земли послужила стимулом для написания Анатолием целого цикла литературных произведений. 
С 1987 по 2003 год Анатолий Филатов работает механиком-бригадиром рефрижераторного вагонного депо города Уссурийска. Шестнадцать лет Анатолий колесил по стране, побывав практически во всех крупных городах и республиканских столицах Советского Союза, и всё это время он занимается журналистикой и литературой. Им выпущено три поэтических сборника: «Долгий путь», «Ищу свой брод», «Свет далёких поверий»; книги сказок «Улица крайностей», «Приключения кота Мурия», «Тётушка страх», «Гори-гори ясно», «Сказки в связке» .
В декабре 2000 года под руководством Анатолия Филатова вышел первый номер некоммерческого литературно-художественного журнала «Алые паруса Приморья» тиражом всего 200 экземпляров. Издание являлось единственным в своём роде детским художественным изданием в Дальневосточном регионе, работа которого была направлена на духовное возрождение юного общества, патриотическое воспитание молодёжи. За три года тираж издания достиг 2000 экземпляров, значительно расширилась география его авторов. Первый номер был выпущен в чёрно-белом варианте объёмом 32 страницы, восьмой номер вышел на хорошей бумаге, в полноцветном варианте, объёмом 68 страниц .  

Филатов А.Е. в Союзе писателей 2004

Журнал тесно сотрудничал с министерством печати и согласовывал с ним направленность и тематику помещённых в нём материалов. В 2005, 2006 и 2007 годах журнал стал лауреатом конкурса по патриотиче¬скому воспитанию подрастающего поколения «Патриот России» . Он принимал участие в конкурсах, проводи¬мых  Пушкинским театром, библиотеками, в частности тесно со¬трудничал с библиотекой имени Басаргига, с Владивостокской обще¬ственной организацией инвалидов «Центр независимой жизни», распро¬странялся в школах края и столице Приморья. Выходил он и в элек¬тронном виде, на сайт которого ежемесячно заходили от 10 до 15 ты¬сяч посетителей. Журнал за свою просветительскую деятельность награжден дипломами Федерального агентства по печати и средств массовой коммуникаций, Министерства обороны РФ и специальным Призом  Федерального агентства по образованию.
В литературно-художественном журнале «Алые паруса Приморья», учреждённом Анатолием Филатовым, публикуется его приключенческая повесть «Стёпкин остров сокровищ». Как видим, автор работает в нескольких жанрах. Пишет он для детей и взрослых. В 2003 году написал и выпустил документальную книгу «Время и судьбы». Книга посвящена коллективу рефрижераторного вагонного депо Уссурийска. В литературном Владивостоке он выступил с очерком-эссе «Костёр памяти» об Александре Александровиче Фадееве и повестью «Долгое возвращение» о Герое Советского Союза. В журнале «Приамурье» рассказал о замечательном Дальневосточном поэте Игоре Ерёмине, с которым дружил долгие годы до кончины поэта. В 2004 году вышла из печати пьеса Филатова «Перелётные птицы» о молодёжи Владивостока шестидесятых годов прошлого столетия.

### Признание (1999–2008)
1999 году Анатолия Филатова принимают в Союз писателей России. В 2005 году – в Международный Союз славянских журналистов. Анатолий Филатов за свою просветительскую деятельность удостоен премии мэра города Владивостока, награжден лауреатской медалью «России верные сыны». 
В 2006 году выдвинут конференцией краевого отделения КПР РФ кандидатом в депутаты Законодательного собрания Приморского Края  по избирательному округу № 11. 

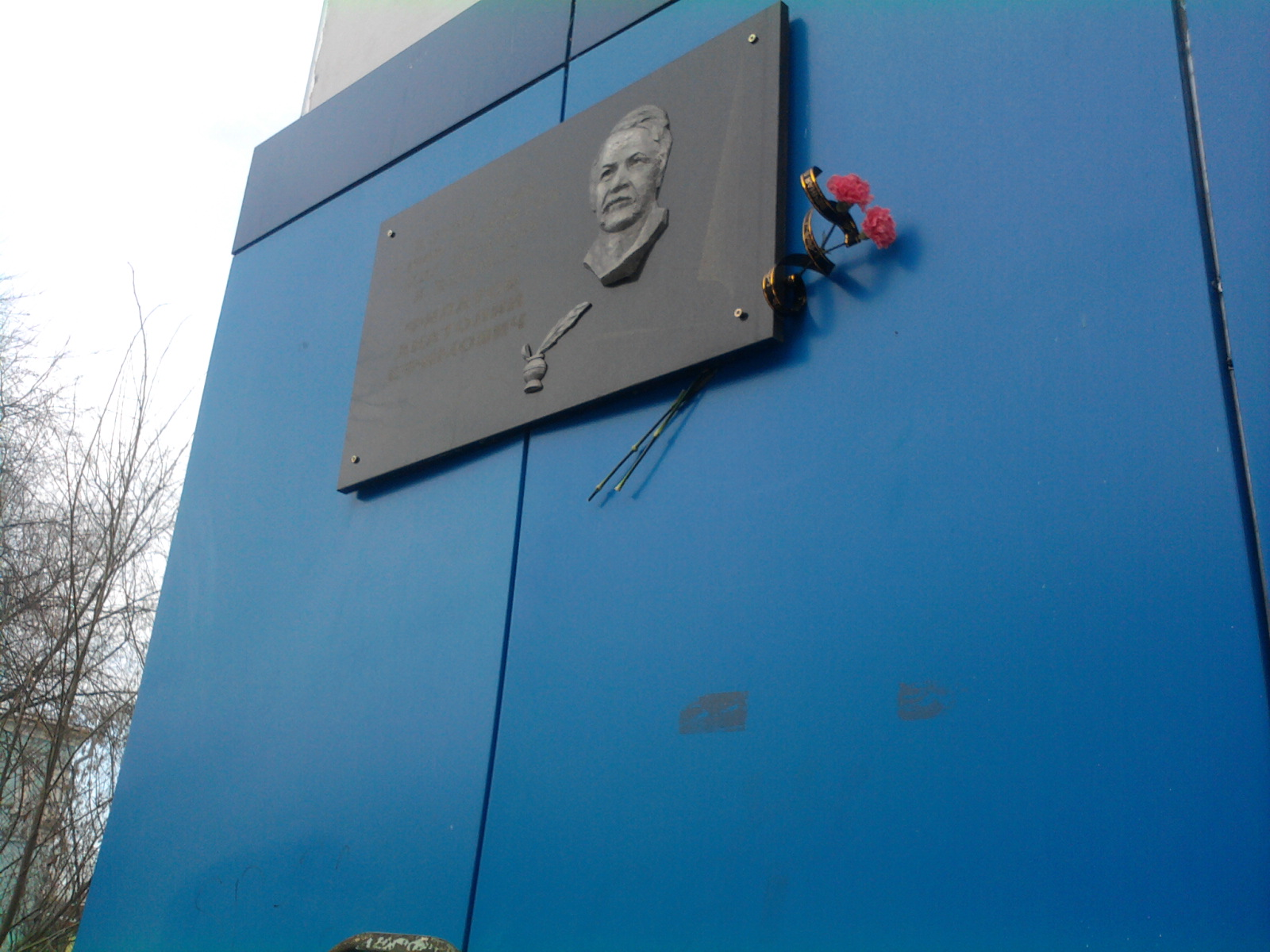
Мемориальная доска в г. Белогорске

О творчестве Анатолия Филатова рассказывали в периодической печати поэты Игорь Ерёмин, Борис Копалыгин, Джемс Паттерсон. Последний, которого старшее поколение помнит маленьким негритёнком по кинофильму «Цирк», написал предисловие к его первому поэтическому сборнику «Долгий путь». Критика отмечала положительные моменты в творчестве Анатолия Филатова, но и находила значительные недостатки. Его творчество особо критически рассматривается некоторой приморской литературной и около литературной братией. На эти субъективные мнения имеются и другие субъективные противовесы творческих взглядов. 
5 декабря 2009 года в Белогорске состоялось открытие мемориальной доски в память Анатолию Филатову. Она была установлена на торцевой части жилого дома по улице Северная, 14, где с 1966 по 1979 год жил писатель .

## Семья
Родители
- Отец – Ефим Филатов
- Мать – Наталия Мартыновна Филатова (1904-1993).

Братья и сёстры
- Сестра – Людмила Михайловна Золоткова (1935-2021).
- Брат – Евгений Михайлович Прокопенко (1936-2011)

Жёны
- Первая жена (1962-1979)- Эльвира Тихоновна Филатова (9 апреля 1942 – 12 октября 2018).
  - Дочь — Ольга Анатольевна Филатова (Боровик) (род. 25 августа 1964)
  - Сын — Слава Анатольевич Филатов (род. 2 декабря 1972).
- Вторая жена (1983-2008)- Наталья Ивановна Манерова (род. 17 января 1953).
  - Дочь — Надежда Анатольевна, Филатова (род. 30 июля 1986)

## Публикации
- Литературно-музыкальный альманах «Живое облако» Выпуск третий / под ред. Н. Н. Морозова // Приморский полиграфкомбинат, 1997, – С.157-165
- Российский литературный журнал «Дальний Восток» / под ред. В. В. Сукачева // Государственное учреждение «Редакция журнала «Дальний Восток», 2006, №2 Март-апрель. – С.161-167
- Российский литературный журнал «Дальний Восток» / под ред. В. В. Сукачева // Государственное учреждение «Редакция журнала «Дальний Восток», 2006, №6 Ноябрь-декабрь. – С.204-212
- Международное издание «Northstarcompas» (Компас-полярная звезда) / версия на русском языке под ред. В. Н. Чеченцева // МК РКРП-РПК, 2008, №4 (14) Март-апрель. – С.161-167
- Российский литературный журнал «Дальний Восток» / под ред. В. В. Сукачева // Государственное учреждение «Редакция журнала «Дальний Восток», 2010, №1 Январь-февраль. – С.182-192

## Награды
- Всемирный конкурс-фестиваль «Человечество и природа». Победитель третьего этапа (21.10.1997)
- IV Всероссийский конкурс на ежегодную премию за лучшее и систематическое освещение в электронных и печатных средствах массовой информации темы патриотического воспитания граждан Патриот России. Специальный приз за цикл публикаций, направленных на патриотическое воспитание молодежи Патриот России (2005)
- IV Всероссийский конкурс на ежегодную премию за лучшее и систематическое освещение в электронных и печатных средствах массовой информации темы патриотического воспитания граждан Патриот России. Диплом лауреата конкурса в номинации «За циклы передач и публикаций, направленных на патриотическое воспитание детей и молодежи» - «АЛЕКСАНДР МАТРОСОВ» (2005)
- Диплом I степени и медаль лауреата за активное участие в Международном конкурсе школьников «ИСТОРИЯ БОЕВОЙ НАГРАДЫ» в связи с 60-летием Победы в Великой Отечественной войне (2005)
- Лауреат премии В.В. Николаева. Диплом за III место за книгу «Степкин остров сокровищ» в связи с 60-летием Победы в Великой Отечественной войне (2005)
- Всероссийский конкурс на лучшее освещение в средствах массовой информации темы патриотического воспитания Патриот России. Специальный приз за освещение темы патриотического воспитания детей и молодежи (2006)
- VI Всероссийский конкурс на лучшее освещение в средствах массовой информации темы патриотического воспитания Патриот России. Диплом лауреата конкурса в номинации «За разработку темы истории родного края» - «КУЗЬМА МИНИН и ДМИТРИЙ ПОЖАРСКИЙ» (2007)
- медали